# Clásica Jaén Paraíso Interior 2022
La 1.ª edición de la clásica ciclista Clásica Jaén Paraíso Interior fue una carrera en España celebrada el 14 de febrero de 2022 con inicio en la ciudad de Baeza y final en la ciudad de Úbeda sobre un recorrido de 187,8 kilómetros.
La carrera formó parte del UCI Europe Tour 2022, calendario ciclístico de los Circuitos Continentales UCI, dentro de la categoría 1.1 y fue ganada por el kazajo Alexey Lutsenko del Astana Qazaqstan. Completaron el podio, como segundo y tercer clasificado respectivamente, los belgas Tim Wellens del Lotto Soudal y Loïc Vliegen del Intermarché-Wanty-Gobert Matériaux.

## Equipos participantes
Tomaron parte en la carrera 18 equipos: 6 de categoría UCI WorldTeam, 11 de categoría UCI ProTeam y 1 de categoría Continental. Formaron así un pelotón de 117 ciclistas de los que acabaron 44. Los equipos participantes fueron:
| WorldTeams (6)- Astana Qazaqstan Team - Bora-Hansgrohe - EF Education-EasyPost - Intermarché-Wanty-Gobert Matériaux - Lotto-Soudal - Movistar Team ProTeams (11)- B&B Hotels-KTM - Bingoal Pauwels Sauces WB - Burgos-BH - Caja Rural-Seguros RGA - Drone Hopper-Androni Giocattoli - Eolo-Kometa - Equipo Kern Pharma - Euskaltel-Euskadi - Human Powered Health - Sport Vlaanderen-Baloise - Arkéa-Samsic Equipo continental- Manuela Fundación Continental |
| |

## Clasificación final
- La clasificación finalizó de la siguiente forma:[3]

| \| Clasificación general \| Clasificación general \| Clasificación general \| Clasificación general \| Clasificación general \| \| Ciclista \| Ciclista \| Equipo \| Tiempo \| \| \| --------------------- \| --------------------- \| ---------------------------------- \| --------------------- \| --------------------- \| \| 1.º \| Alexéi Lutsenko \| Astana Qazaqstan Team \| 4 h 49 min 12 s \| \| \| 2.º \| Tim Wellens \| Lotto-Soudal \| + 53 s \| \| \| 3.º \| Loïc Vliegen \| Intermarché-Wanty-Gobert Matériaux \| + 57 s \| \| \| 4.º \| Lennard Kämna \| Bora-Hansgrohe \| + 1 min 16 s \| \| \| 5.º \| Connor Swift \| Arkéa-Samsic \| + 1 min 28 s \| \| \| 6.º \| Jai Hindley \| Bora-Hansgrohe \| + 1 min 54 s \| \| \| 7.º \| Warren Barguil \| Arkéa-Samsic \| + 1 min 54 s \| \| \| 8.º \| Steff Cras \| Lotto-Soudal \| + 1 min 54 s \| \| \| 9.º \| Andreas Kron \| Lotto-Soudal \| + 1 min 54 s \| \| \| 10.º \| Jonathan Hivert \| B&B Hotels-KTM \| + 1 min 54 s \| \| |                 |                                    |                 |
| |                 |                                    |                 |
| Fuente: ProCyclingStats |                 |                                    |                 |
| Clasificación general |                 |                                    |                 |
| Ciclista | Ciclista        | Equipo                             | Tiempo          |
| 1.º | Alexéi Lutsenko | Astana Qazaqstan Team              | 4 h 49 min 12 s |
| 2.º | Tim Wellens     | Lotto-Soudal                       | + 53 s          |
| 3.º | Loïc Vliegen    | Intermarché-Wanty-Gobert Matériaux | + 57 s          |
| 4.º | Lennard Kämna   | Bora-Hansgrohe                     | + 1 min 16 s    |
| 5.º | Connor Swift    | Arkéa-Samsic                       | + 1 min 28 s    |
| 6.º | Jai Hindley     | Bora-Hansgrohe                     | + 1 min 54 s    |
| 7.º | Warren Barguil  | Arkéa-Samsic                       | + 1 min 54 s    |
| 8.º | Steff Cras      | Lotto-Soudal                       | + 1 min 54 s    |
| 9.º | Andreas Kron    | Lotto-Soudal                       | + 1 min 54 s    |
| 10.º | Jonathan Hivert | B&B Hotels-KTM                     | + 1 min 54 s    |

## UCI World Ranking
La Clásica Jaén Paraíso Interior otorgó puntos para el UCI World Ranking para corredores de los equipos en las categorías UCI WorldTeam, UCI ProTeam y Continental. Las siguientes tablas son el baremo de puntuación y los diez corredores que obtuvieron más puntos:
| Posición   | 1.º | 2.º | 3.º | 4.º | 5.º | 6.º | 7.º | 8.º | 9.º | 10.º | 11.º | 12.º | 13.º-15.º | 16.º-25.º |
| Puntuación | 125 | 85  | 70  | 60  | 50  | 40  | 35  | 30  | 25  | 20   | 15   | 10   | 5         | 3         |

| Clasificación |                 |                                    |        |
| Posición      | Ciclista        | Equipo                             | Puntos |
| ------------- | --------------- | ---------------------------------- | ------ |
| 1.º           | Alexey Lutsenko | Astana Qazaqstan                   | 125    |
| 2.º           | Tim Wellens     | Lotto Soudal                       | 85     |
| 3.º           | Loïc Vliegen    | Intermarché-Wanty-Gobert Matériaux | 70     |
| 4.º           | Lennard Kämna   | Bora-Hansgrohe                     | 60     |
| 5.º           | Connor Swift    | Arkéa Samsic                       | 50     |
| 6.º           | Jai Hindley     | Bora-Hansgrohe                     | 40     |
| 7.º           | Warren Barguil  | Arkéa Samsic                       | 35     |
| 8.º           | Steff Cras      | Lotto Soudal                       | 30     |
| 9.º           | Andreas Kron    | Lotto Soudal                       | 25     |
| 10.º          | Jonathan Hivert | B&B Hotels-KTM                     | 20     |